# Pietro Manodori
Pietro Manodori (Valestra, 21 marzo 1817 – Reggio nell'Emilia, 4 gennaio 1877) è stato un politico e banchiere italiano.

## Biografia
Nato a Valestra di Carpineti , da Marc'Antonio e Lucia Francesca Beretti Cilloni , appartenente alla più antica famiglia nobile del posto , anche i Manodori avevano una storia di antica aristocrazia dell'Appennino reggiano dedita al commercio del carbone .
Manodori si trasferì a Reggio e nel 1849 fu messo a capo del Monte di Pietà locale. Due anni dopo, con gli utili dell'istituzione da lui presieduta, fondò la Cassa di Risparmio di Reggio. Ciò lo fece rapidamente emergere come uno dei personaggi più intraprendenti nella depressa vita economica reggiana. Nel 1857 aprì in Palazzo Da Mosto un asilo infantile per i bambini più poveri e disagiati della città.
Le elezioni amministrative dell'11 novembre 1860, le seconde celebratesi a Reggio dopo la fine del dominio austro-estense, videro affermarsi Manodori con 252 voti a favore. Questa vittoria segnò l'ascesa definitiva al potere cittadino di quella parte dell'aristocrazia locale vicina al partito liberale nota allora come camarilla. Nel corso del suo mandato Manodori, nonostante la difficile situazione delle casse comunali, portò a termine alcuni importanti lavori pubblici anche per alleviare il grave problema della disoccupazione. Furono pavimentate le strade della città, furono smantellate alcune piccole sezioni delle mura di cinta ed infine fu sistemata ed adibita ad ippodromo l'area della vecchia cittadella. Sempre sotto la sua amministrazione la sala dell'archivio comunale, dove il 7 gennaio 1797 era nato il Tricolore italiano, divenne la nuova sede del consiglio comunale reggiana. Grande attenzione venne poi dedicata da Manodori all'istruzione e alla cultura: fu potenziate l'istruzione superiore in città e quella e diffusa capillarmente nelle frazioni quella elementare. Fu poi aperta al pubblico la Biblioteca Civica, venne ampliata la raccolta dei Musei Civici, istituito un gabinetto di storia patria ed infine fu acquistata la villa del Mauriziano, la casa natale di Ludovico Ariosto. Per finanziare tutte queste iniziative l'amministrazione Manodori ricorse sistematicamente alla vendita del patrimonio pubblico, all'aumento dell'imposizione fiscale e all'indebitamento. 
La crisi della Cassa di Risparmio, unita ad alcune polemiche legate alla gestione delle finanze comunali e all'allontanamento delle suore dalla città, fecero finire nel luglio 1872 il sindacato di Manodori.
I suoi resti riposano nel cimitero monumentale di Reggio Emilia.

## Omaggi
A Reggio Emilia una via del quartiere di Santa Croce è stata dedicata a Pietro Manodori.